# City of Wakefield
Wakefield ist ein Metropolitan Borough mit dem Status einer City im Metropolitan County West Yorkshire in England. Verwaltungssitz ist die gleichnamige Stadt Wakefield. Weitere bedeutende Orte im Borough sind Castleford, Featherstone, Hemsworth, Horbury, Knottingley, Normanton, Ossett, Pontefract, South Kirkby and Moorthorpe und South Elmsall.
Die Reorganisation der Grenzen und der Kompetenzen der lokalen Behörden führte 1974 zur Bildung des Metropolitan Borough. Fusioniert wurden dabei der County Borough Wakefield, die Municipal Boroughs Castleford, Ossett und Pontefract, die Urban Districts Featherstone, Hemsworth, Horbury, Knottingley, Normanton und Stanley, der Rural District Wakefield sowie Teile der Rural Districts Hemsworth und Osgoldcross. Diese Gebietskörperschaften gehörten zuvor zur Grafschaft West Riding of Yorkshire.
1986 wurde Wakefield faktisch eine Unitary Authority, als die Zentralregierung die übergeordnete Verwaltung der Grafschaft auflöste. Wakefield blieb für zeremonielle Zwecke Teil von West Yorkshire, wie auch für einzelne übergeordnete Aufgaben wie Polizei, Feuerwehr und öffentlicher Verkehr.

## Politik
Zum Zwecke der Wahl des Wakefield Council ist Wakefield in fünf Wahlbezirke aufgegliedert: Wakefield East, Wakefield North, Wakefield Rural, Wakefield South und Wakefield West. Seit der letzten Kommunalwahl 2012 besteht der Council von Wakefield aus 52 Abgeordneten der Labour Party und neun Abgeordneten der Konservativen.
Für Unterhauswahlen ist Wakefield in die drei Wahlkreise Normanton, Pontefract and Castleford, Hemsworth und Wakefield eingeteilt, die alle von der Labour Party gehalten werden.

## Städtepartnerschaften
Wakefield unterhält Städtepartnerschaften mit
- Alfeld (Leine), Deutschland
- Belgorod, Russland
- Castres, Frankreich
- Castrop-Rauxel, Deutschland
- Girona, Spanien
- Hénin-Beaumont, Frankreich
- Herne, Deutschland
- Konin, Polen